# Nat Finkelstein
Nathan Louis Finkelstein (16. ledna 1933 Brooklyn, New York, USA – 2. října 2009 Shandaken, New York, USA) byl americký fotograf a fotožurnalista. Vyrůstal na poloostrově Coney Island, kde jeho otec pracoval jako taxikář. V roce 1950 vystudoval Stuyvesant High School a o dva roky později se zapsal na Brooklyn College. Pod vlivem Edwarda Steichena se rovněž začal více zajímat o fotografii. Na této škole se rovněž začal zajímat o politiku. V posledním semestru byl však vyloučen kvůli vyhození cenných papírů z okna kvůli cenzuře. Po vyhození získal stáž u Alexeye Brodovitche.
V září 1962 byl pověřen časopisem Pageant úkolem udělat článek o pop artu. V roce 1964 Finkelstein přišel do The Factory Andyho Warhola jako fotoreportér; zůstal zde tři roky. Fotografoval zde například skupinu The Velvet Underground, Marcela Duchampa, Boba Dylana, Edie Sedgwick, Salvadora Dalího nebo Allena Ginsberga. Ve stejné době rovněž pořádal různé politické demonstrace. V roce 1969 na něj byl vydán zatykač kvůli starší záležitosti s drogami. Odstěhoval se do Asie, kde se živil jako prodejce hašiše. Do USA se vrátil v roce 1982. Zapojil se zde do punkového hnutí a začal pracovat jako manažer skupiny Khmer Rouge Phila Shoenfelta. Zemřel na komplikace se zápalem plic ve věku 76 let.